# Hans Schwarzenbach
Hans Schwarzenbach   (Horgen, 24 de maig de 1913 - Zúric, 18 de setembre de 1993) fou un genet i empresari suís que va competir durant la dècada de 1950. Era pare del també genet Alfred Schwarzenbach.
Era fill de l'industrial de la seda Alfred Schwarzenbach i Renée Wille. Va estudiar dret a les universitats de Múnic, Londres i Zúric.
El 1952 va prendre part en els Jocs Olímpics d'Estiu de Hèlsinki, on va disputar dues proves del programa d'hípica. Amb el cavall Vae Victis aconseguí la dissetena posició en la prova del concurs complet individual. El 1960, als Jocs de Roma, tornà a disputar dues dues medalles del programa d'hípica, aquesta vegada amb el cavall Burn-Trout. Guanyà la medalla de plata en el concurs complet per equips, mentre en el concurs complet individual fou tretzè.
En el seu palmarès també destaca una medalla d'or i una de bronze en la competició individual als Campionat d'Europa de concurs complet.